# Hyundai N
Hyundai N (корейский: 현대 N) — суббренд высокопроизводительных автомобилей, двигателей и сопутствующих технологий, основанный в 2012 году компанией Hyundai. Hyundai утверждает, что «N» относится к двум элементам. Во-первых, район Намьянг в Южной Корее, где находится Глобальный центр исследований и разработок
Hyundai, где был основан бренд N; во-вторых, гоночная трасса Нюрбургринг в Германии, где находится Европейский технический центр Hyundai и где проходят испытания все модели N. Логотип «N» был вдохновлен формой шикан на гоночных трассах. Первым автомобилем под брендом N стал i30 N, дебютировавший в 2016 году. История
В 2007 году частное купе Schumann Motorsport Hyundai Coupé, которым управляли братья Шуман вместе с Питером Кейт и Кристианом Хоэнаделем, привлекло внимание Сеула, выиграв класс SP4 и заняв 13-е место в общем зачете (из 230 стартовавших) в изнурительной гонке «24 часа Нюрбургринга». В 2012 году Hyundai приняла решение собрать исследователей и инженеров в своем научно-исследовательском центре в Намьянге, чтобы создать новый бренд, ориентированный на разработку высокопроизводительных автомобилей. После участия в чемпионате мира по ралли (WRC) в 2012 году исследователи из научно-исследовательского центра Намьянга приступили к разработке первого концепт-кара линейки Racing Midship, RM14, на основе Hyundai Veloster 2012 года и данных, собранных из их опыта участия в WRC. RM14 дебютировал на автосалоне в Пусане в 2014 году. С тех пор линейка концептуальных автомобилей RM продолжилась моделями RM15, RM16 и RM19 (все они основаны на Veloster первого поколения). В конце 2014 года Hyundai Motor Company объявила, что Альберт Бирманн будет исполнительным вице-президентом и главой отдела испытаний автомобилей и разработки высокопроизводительных автомобилей.
15 сентября 2014 года на автосалоне во Франкфурте был представлен суббренд N.
13 июля 2017 года на европейский рынок вышла первая серийная модель бренда N — i30 N. С момента своего создания i30 N включал в себя двигатель GDi с турбонаддувом, ограничитель дифференциала с электронным управлением (e-LSD) и подвеску с электронным управлением как часть стандартного оборудования.
В следующем, 2018 году, была выпущена вторая модель под брендом N, Veloster N, ориентированная на рынок Азиатско-Тихоокеанского региона. В октябре того же года на Парижском автосалоне был также представлен i30 N Fastback, который представляет собой пятидверную версию купе i30 N.
После сезона WRC 2019 года, в котором Hyundai Motorsport завоевала титул производителя, было запущено новое подразделение N Performance Parts.
В апреле 2020 года трансмиссия с двойным сцеплением (DCT) была представлена на Veloster N, который до этого имел только механическую коробку передач. Другими усовершенствованиями, представленными в этом году, были система NGS (N-Grin Shift), которая помогает улучшить ускорение, и NPS (N-Power Shift), которая синхронизирует переключение передач с двигателем.
Кроме того, в 2020 году i20 N был представлен на официальном канале YouTube Hyundai N Worldwide. В новой модели используется двигатель Gamma II от предыдущих поколений N-Line мощностью 204 лошадиных силы. Hyundai использовала i20 N в сезоне WRC 2020 года.
В апреле 2021 года мероприятие Hyundai N Day было проведено онлайн, главным образом из-за пандемии COVID-19. На этом мероприятии был представлен новый слоган бренда «Никогда не просто води», а также первая высокопроизводительная модель внедорожника Kona N. Кроме того, был представлен новый седан Elantra/Avante/i30 Sedan N на базе Elantra 7-го поколения. Другие объявления включали улучшенный NGS Veloster N DCT и использование интегрированного ведущего моста Knuckle (IDA), технологии, приобретенной через WRC, которая минимизирует потери мощности во время ускорения.
В 2022 году была анонсирована N-версия внедорожника Ioniq 5 EV мощностью 585 л. с./436 кВт с разгоном от 0 до 100 км/ч за 3,5 с. Он заимствует компоненты у Kia EV6 GT.